# Hasan Ayaroğlu
Hasan Ayaroğlu (* 22. März 1995 in Çankırı) ist ein türkischer Fußballspieler. Seit 2021 steht er beim türkischen Zweitligisten Bursaspor unter Vertrag.

## Karriere
Ayaroğlu begann mit dem Vereinsfußball in der Jugend von MKE Ankaragücü. Nachdem Ankaragücü in den ersten Wochen der Saison 2011/12 in finanzielle Engpässe geriet und über lange Zeit die Spielergehälter nicht zahlen konnte, trennten sich viele Spieler vom Verein. Um den Weggang dieser Spieler zu kompensieren, wurden Spieler aus der Jugend- bzw. Reservemannschaft mit einem Profikader ausgestattet in den Profikader aufgenommen. So wurde auch Ayaroğlu im März 2012 in den Profi-Kader aufgenommen und kam, durch den Mangel an Spielern begünstigt, insgesamt einmal zum Einsatz.
Im Sommer 2015 wechselte er zum Erstligisten Eskişehirspor. Von diesem Verein wurde er für die Saison 2015/16 an Ankaragücü und für die Saison 2016/17 an Kastamonuspor 1966 ausgeliehen. Zur Saison 2018/19 wechselte Ayaroğlu zu Alanyaspor und wurde von diesem für die Saison 2019/20 an Büyükşehir Belediye Erzurumspor ausgeliehen.
Im Januar 2021 wechselte er zu Denizlispor. Nach nur einem halben Jahr verließ er den Verein wieder und schloss sich dem türkischen Zweitligisten Bursaspor an.

## Nationalmannschaft
Ayaroğlu spielte achtmal für die türkische U-18-Nationalmannschaft und erzielte dabei einen Treffer. Später folgten noch Einsätze für die türkische U-19- und die U-20-Nationalmannschaft.